# Batalha de New Ross
A Batalha de New Ross foi um confronto militar que ocorreu em New Ross, Condado de Wexford, durante a Rebelião Irlandesa de 1798. Foi travada entre os rebeldes da Sociedade dos Irlandeses Unidos e as forças governamentais que guarneciam a cidade. O ataque à cidade de New Ross, no Rio Barrow, foi uma tentativa dos rebeldes recentemente vitoriosos de romper o cerco do condado de Wexford através do rio Barrow e espalhar a rebelião para o condado de Kilkenny e a província periférica de Munster.

## Antecedentes
Em 4 de junho de 1798, os rebeldes avançaram de seu acampamento no Monte Carrigbyrne para o Monte Corbet, nos arredores da cidade de New Ross. A batalha, a mais sangrenta da rebelião de 1798, começou ao amanhecer em 5 de junho de 1798, quando a guarnição da Coroa foi atacada por uma força de aproximadamente 3 000 rebeldes, organizados em três colunas fora da cidade. O ataque era esperado desde a queda da cidade de Wexford para os rebeldes em 30 de maio, e a guarnição, composta por 2 000 soldados, havia preparado defesas tanto fora quanto dentro da cidade. Trincheiras foram cavadas e guarnecidas por atiradores nas aproximações da cidade, enquanto canhões foram posicionados voltados para todas as aproximações em declive e ruas estreitas da cidade para contra-atacar as cargas em massa esperadas dos rebeldes, que estavam armados principalmente com lanças.

## Batalha
Bagenal Harvey, um comandante dos Irlandeses Unidos que havia sido recentemente libertado do cativeiro após a captura de Wexford por uma força rebelde, tentou negociar a rendição de New Ross. No entanto, o emissário que enviou, Matt Furlong, foi morto pelas forças governamentais enquanto se aproximava de um posto avançado fora da cidade portando uma bandeira de trégua. Sua morte provocou uma carga furiosa de uma guarda avançada de 500 rebeldes liderada por John Kelly, que tinha instruções para tomar o Portão das Três Balas e esperar por reforços antes de avançar para o resto da cidade. Para auxiliar seu ataque, os rebeldes primeiro conduziram um rebanho de gado através do portão. Outra coluna rebelde atacou o Portão do Priorado, mas a terceira recuou do Portão do Mercado, intimidada pelas fortes defesas. Aproveitando a oportunidade, a guarnição enviou uma força de cavalaria pelo Portão do Mercado para atacar e dispersar as duas colunas hostis restantes pelos flancos. No entanto, o restante rebelde ainda não havia se posicionado e, ao avistar esta manobra, reagrupou as fileiras da frente que resistiram e quebraram a carga de cavalaria com lanças agrupadas.
O exército rebelde encorajado então passou pelos postos avançados da Coroa e tomou o Portão das Três Balas, fazendo com que a guarnição e a população fugissem em pânico. Sem parar para reforços, os rebeldes invadiram a cidade atacando simultaneamente pelas ruas em declive íngreme, mas encontraram forte resistência das segundas linhas de defesa bem preparadas dos soldados bem armados. Apesar das baixas horríveis, os rebeldes conseguiram tomar dois terços da cidade usando a cobertura da fumaça dos edifícios em chamas e forçaram a quase retirada de todas as forças da Coroa da cidade. No entanto, os suprimentos limitados de pólvora e munição dos rebeldes os forçaram a depender da lança e prejudicaram sua ofensiva. Os militares conseguiram resistir e, após a chegada de reforços, lançaram um contra-ataque antes do meio-dia que finalmente expulsou os rebeldes exaustos da cidade.
Durante e após a batalha, as forças governamentais mataram sistematicamente rebeldes capturados e feridos. Como observado pelo historiador americano Daniel Gahan, tanto rebeldes quanto tropas governamentais haviam perpetrado tais atrocidades no passado, embora sessenta e nove rebeldes tenham sido queimados vivos quando um posto de socorro controlado pelos rebeldes, uma grande casa na Rua Mary, foi incendiada pelas tropas governamentais. James Alexander, um oficial da guarnição, escreveu em um relato posterior da batalha que "os gritos dos homens aterrorizados e condenados podiam ser claramente ouvidos, apesar do barulho da batalha, em grande parte da cidade". Relatos de tais atrocidades trazidos por rebeldes em fuga acredita-se que influenciaram o assassinato de mais de 100 lealistas no massacre do Celeiro de Scullabogue.

## Consequências
As baixas na Batalha de New Ross são estimadas em 2 800 a 3 000 rebeldes e pelo menos 230 membros da guarnição mortos, feridos ou desaparecidos. Um Frade Agostiniano em New Ross em 5 de junho de 1798, o dia da Batalha, registrou no Livro de Missas da Igreja Agostiniana o seguinte em latim: "Hodie hostis rebellis repulsa est ab obsidione oppidi cum magna caede, puta 3000", ("hoje, o inimigo rebelde foi repelido do ataque à cidade com grande massacre [carnificina], estimado em 3000".) Um relato de testemunha ocular legalista declarou: "O restante da tarde (de 5 de junho de 1798) foi gasto procurando e atirando nos insurgentes, cuja perda em mortos foi estimada em dois mil, oitocentos e seis homens."

A segunda cifra é provavelmente a mais precisa de todas as cifras dadas – indica que uma tentativa de fazer uma contagem precisa havia sido feita. No entanto, um dos comandantes rebeldes, Thomas Cloney, alegou que os rebeldes tiveram no máximo 300 mortos. A maioria dos rebeldes mortos foi jogada no Rio Barrow ou enterrada em uma vala comum fora dos muros da cidade, alguns dias após a batalha. Os elementos rebeldes restantes se reorganizaram e estabeleceram um acampamento em Sliabh Coillte, cerca de cinco milhas (8 km) a leste, mas nunca tentaram atacar a cidade novamente. Mais tarde atacaram uma coluna de tropas liderada pelo General John Moore na batalha de Foulksmills em 20 de junho de 1798, mas foram derrotados.